# الشيخ عيسى (حلب)
الشيخ عيسى قرية سوريّة تتبع إداريّاً لمحافظة حلب منطقة أعزاز ناحية تل رفعت، بلغ تعداد سكانها 4,296 نسمة حسب التعداد السكاني لعام 2004.